# Контарев, Александр
Александр Контарев (род. 18 мая 1938, Ростов-на-Дону) — советский легкоатлет, специалист по барьерному бегу. Выступал за сборную СССР по лёгкой атлетике в середине 1960-х годов, призёр первенств всесоюзного значения, участник летних Олимпийских игр в Токио. Представлял Ростов-на-Дону, спортивное общество «Спартак» и Вооружённые Силы. Мастер спорта СССР.

## Биография
Александр Контарев родился 18 мая 1938 года в Ростове-на-Дону.
Занимался лёгкой атлетикой под руководством ростовского тренера Тимофея Васильевича Прохорова, выступал за спортивное общество «Спартак» и Вооружённые Силы.
В 1963 году выполнил норматив мастера спорта СССР в беге на 110 метров с барьерами.
Наивысшего успеха на всесоюзном уровне добился в сезоне 1964 года, когда в 110-метровом барьерном беге выиграл бронзовую медаль на чемпионате СССР в Киеве — с результатом 14,0 уступил здесь только ленинградцу Анатолию Михайлову и москвичу Валентину Чистякову. Благодаря этому успешному выступлению вошёл в состав советской сборной и удостоился права защищать честь страны на летних Олимпийских играх в Токио — благополучно преодолел предварительный квалификационный этап бега на 110 метров с барьерами, тогда как в полуфинале финишировал шестым и выбыл из борьбы за медали.
В статье от 2019 года сообщается, что Александр Контарев «безвременно умер».